# Malik Patera
La Malik Patera è una struttura geologica della superficie di Io.